# والینگفورد، آکسفوردشر
latitudeوالینگفورد، آکسفوردشرlongitudeوالینگفورد، آکسفوردشر
والینگفورد، آکسفوردشر (به انگلیسی: Wallingford, Oxfordshire) یک منطقهٔ مسکونی در انگلستان است که در جنوب شرقی انگلستان واقع شده‌است.

## خصوصیات
والینگفورد ۷٬۹۱۸ نفر جمعیت دارد.